# Symphylus
Symphylus is een geslacht van wantsen uit de familie van de Scutelleridae (Pantserwantsen). Het geslacht werd voor het eerst wetenschappelijk beschreven door Dallas in 1851.

## Soorten
Het genus bevat de volgende soorten:

- Symphylus caribbeanus Kirkaldy, 1909
- Symphylus cyphonoides (Walker, 1867)
- Symphylus deplanatus (Herrich-Schäffer, 1837)
- Symphylus lativittatus Breddin, 1903
- Symphylus obtusus Dallas, 1851
- Symphylus ramivitta Walker, 1838
- Symphylus signoreti Distant, 1880